# La Chapelle-Glain
Pour les articles homonymes, voir La Chapelle.
La Chapelle-Glain est une commune de l'Ouest de la France, située dans le département de la Loire-Atlantique, en région Pays de la Loire. La commune fait partie de la Bretagne historique.

## Géographie

Situation de la commune de la Chapelle-Glain dans le département de la Loire-Atlantique.

La Chapelle-Glain est située à 31 kilomètres au nord d'Ancenis, 55 kilomètres à l'ouest d'Angers, 66 kilomètres au nord-est de Nantes et 85 kilomètres au sud de Rennes, à la frontière avec le Maine-et-Loire.
| Saint-Julien-de-Vouvantes                   | Juigné-des-Moutiers | Saint-Michel-et-Chanveaux Maine-et-Loire |
| Petit-Auverné                               | La Chapelle-Glain   | Challain-la-Potherie Maine-et-Loire      |
| Saint-Sulpice-des-Landes Vallons-de-l'Erdre |                     | Le Pin                                   |

### Climat
Pour des articles plus généraux, voir Climat des Pays de la Loire et Climat de la Loire-Atlantique.
En 2010, le climat de la commune est de type climat océanique altéré, selon une étude du CNRS s'appuyant sur une série de données couvrant la période 1971-2000. En 2020, Météo-France publie une typologie des climats de la France métropolitaine dans laquelle la commune est exposée à un climat océanique et est dans la région climatique  Bretagne orientale et méridionale, Pays nantais, Vendée, caractérisée par une faible pluviométrie en été et une bonne insolation. 
Pour la période 1971-2000, la température annuelle moyenne est de 11,7 °C, avec une amplitude thermique annuelle de 13,6 °C. Le cumul annuel moyen de précipitations est de 725 mm, avec 12,2 jours de précipitations en janvier et 7 jours en juillet. Pour la période 1991-2020, la température moyenne annuelle observée sur la station météorologique de Météo-France la plus proche, « Pouancé_sapc », sur la commune d'Ombrée d'Anjou à 13 km à vol d'oiseau, est de 12,4 °C et le cumul annuel moyen de précipitations est de 724,2 mm,. Pour l'avenir, les paramètres climatiques de la commune estimés pour 2050 selon différents scénarios d'émission de gaz à effet de serre sont consultables sur un site dédié publié par Météo-France en novembre 2022.

## Urbanisme

### Typologie
Au 1er janvier 2024, La Chapelle-Glain est catégorisée commune rurale à habitat dispersé, selon la nouvelle grille communale de densité à sept niveaux définie par l'Insee en 2022.
Elle est située hors unité urbaine et hors attraction des villes,.

### Occupation des sols
L'occupation des sols de la commune, telle qu'elle ressort de la base de données européenne d’occupation biophysique des sols Corine Land Cover (CLC), est marquée par l'importance des territoires agricoles (92,4 % en 2018), en diminution par rapport à 1990 (93,7 %). La répartition détaillée en 2018 est la suivante : 
terres arables (45,1 %), prairies (24,7 %), zones agricoles hétérogènes (22,6 %), forêts (5 %), zones urbanisées (1,5 %), espaces verts artificialisés, non agricoles (1,1 %). L'évolution de l’occupation des sols de la commune et de ses infrastructures peut être observée sur les différentes représentations cartographiques du territoire : la carte de Cassini (XVIIIe siècle), la carte d'état-major (1820-1866) et les cartes ou photos aériennes de l'IGN pour la période actuelle (1950 à aujourd'hui).

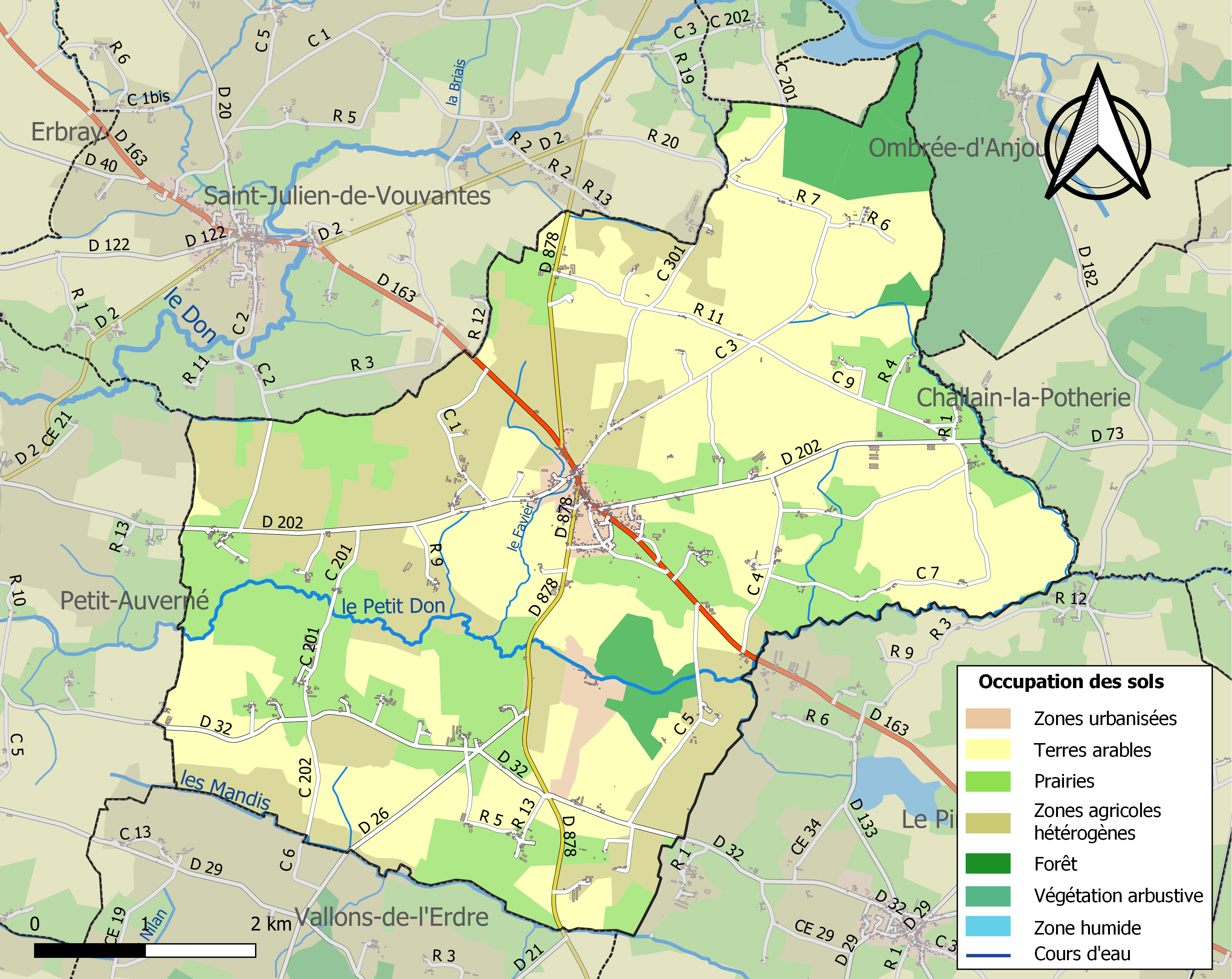
Carte des infrastructures et de l'occupation des sols de la commune en 2018 (CLC).

## Toponymie
Le nom de la localité est attesté sous la forme Capella Glen en 1287.
Le terme Glain tire ses origines du celtique/breton Glenn (« vallée, terre profonde ou plaine »).
La Chapelle-Glain possède un nom en gallo, la langue d'oïl locale, écrit La Chapelle selon l'écriture ABCD ou La Chapèl Glin selon l'écriture MOGA. En gallo, le nom de la commune se prononce [la.ʃa.pɛl.glɛ̃],
En breton, le nom a été traduit en Chapel-Glenn.

## Population et société

### Démographie
Selon le classement établi par l'Insee, La Chapelle-Glain est une commune multi polarisée. Elle fait partie de la zone d'emploi de Châteaubriant et du bassin de vie de Saint-Mars-la-Jaille. Elle n'est intégrée dans aucune unité urbaine. Toujours selon l'Insee, en 2010, la répartition de la population sur le territoire de la commune était considérée comme « peu dense » : 60 % des habitants résidaient dans des zones « peu denses » et 40 % dans des zones « très peu denses ».

#### Évolution démographique
L'évolution du nombre d'habitants est connue à travers les recensements de la population effectués dans la commune depuis 1793. Pour les communes de moins de 10 000 habitants, une enquête de recensement portant sur toute la population est réalisée tous les cinq ans, les populations de référence des années intermédiaires étant quant à elles estimées par interpolation ou extrapolation. Pour la commune, le premier recensement exhaustif entrant dans le cadre du nouveau dispositif a été réalisé en 2006.

En 2022, la commune comptait 811 habitants, en évolution de −0,61 % par rapport à 2016 (Loire-Atlantique : +6,68 %, France hors Mayotte : +2,11 %).
| 1793  | 1800  | 1806 | 1821  | 1831  | 1836  | 1841  | 1846  | 1851  |
| ----- | ----- | ---- | ----- | ----- | ----- | ----- | ----- | ----- |
| 1 009 | 1 007 | 988  | 1 140 | 1 128 | 1 148 | 1 025 | 1 226 | 1 324 |

| 1856  | 1861  | 1866  | 1872  | 1876  | 1881  | 1886  | 1891  | 1896  |
| ----- | ----- | ----- | ----- | ----- | ----- | ----- | ----- | ----- |
| 1 285 | 1 284 | 1 421 | 1 453 | 1 531 | 1 546 | 1 570 | 1 555 | 1 506 |

| 1901  | 1906  | 1911  | 1921  | 1926  | 1931  | 1936  | 1946  | 1954  |
| ----- | ----- | ----- | ----- | ----- | ----- | ----- | ----- | ----- |
| 1 434 | 1 370 | 1 354 | 1 200 | 1 249 | 1 212 | 1 172 | 1 115 | 1 143 |

| 1962  | 1968  | 1975 | 1982 | 1990 | 1999 | 2006 | 2011 | 2016 |
| ----- | ----- | ---- | ---- | ---- | ---- | ---- | ---- | ---- |
| 1 211 | 1 097 | 898  | 838  | 808  | 761  | 775  | 824  | 816  |

| 2021 | 2022 | - | - | - | - | - | - | - |
| ---- | ---- | - | - | - | - | - | - | - |
| 807  | 811  | - | - | - | - | - | - | - |

#### Pyramide des âges
La population de la commune est relativement jeune.
En 2018, le taux de personnes d'un âge inférieur à 30 ans s'élève à 33,4 %, soit en dessous de la moyenne départementale (37,3 %). À l'inverse, le taux de personnes d'âge supérieur à 60 ans est de 28,8 % la même année, alors qu'il est de 23,8 % au niveau départemental.
En 2018, la commune comptait 409 hommes pour 399 femmes, soit un taux de 50,62 % d'hommes, largement supérieur au taux départemental (48,58 %).
Les pyramides des âges de la commune et du département s'établissent comme suit.
| Hommes | Classe d’âge | Femmes |
| ------ | ------------ | ------ |
| 1,5    | 90 ou +      | 2,3    |
| 7,9    | 75-89 ans    | 10,9   |
| 18,4   | 60-74 ans    | 16,9   |
| 21,7   | 45-59 ans    | 20,3   |
| 16,6   | 30-44 ans    | 16,9   |
| 13,3   | 15-29 ans    | 10,9   |
| 20,7   | 0-14 ans     | 21,9   |

| Hommes | Classe d’âge | Femmes |
| ------ | ------------ | ------ |
| 0,6    | 90 ou +      | 1,8    |
| 6      | 75-89 ans    | 8,6    |
| 15,1   | 60-74 ans    | 16,4   |
| 19,4   | 45-59 ans    | 18,8   |
| 20,1   | 30-44 ans    | 19,3   |
| 19,2   | 15-29 ans    | 17,4   |
| 19,5   | 0-14 ans     | 17,6   |

## Culture locale et patrimoine

### Lieux et monuments

#### Patrimoine civil
Le château de la Motte-Glain, construit par Pierre de Rohan-Gié, date partiellement du XVe siècle. Il est inscrit aux monuments historiques depuis 1926 ; une partie des bâtiments a été classée par arrêté du 6 juillet 1929.

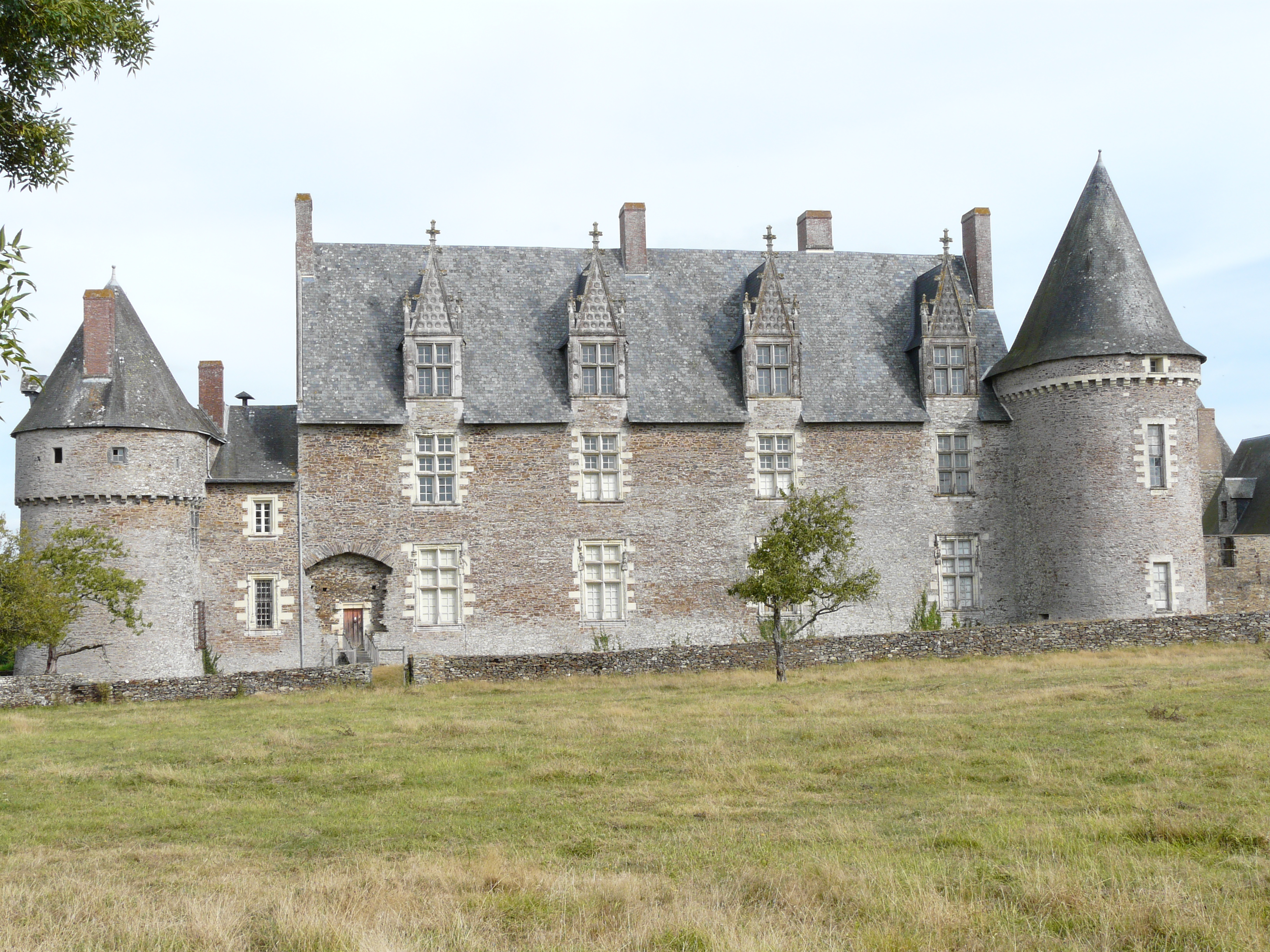
Château de La Motte-Glain.
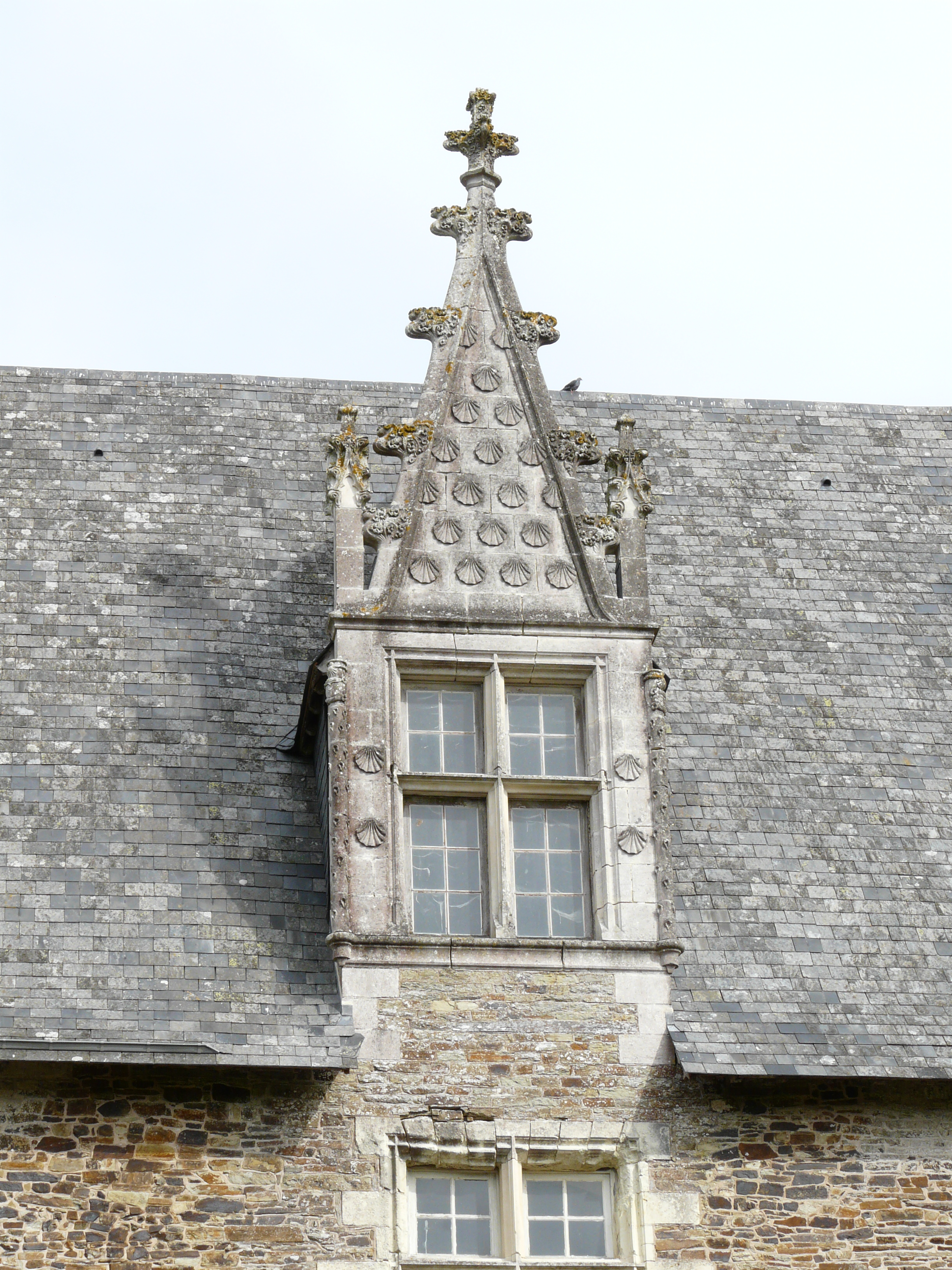
Lucarne du Château.
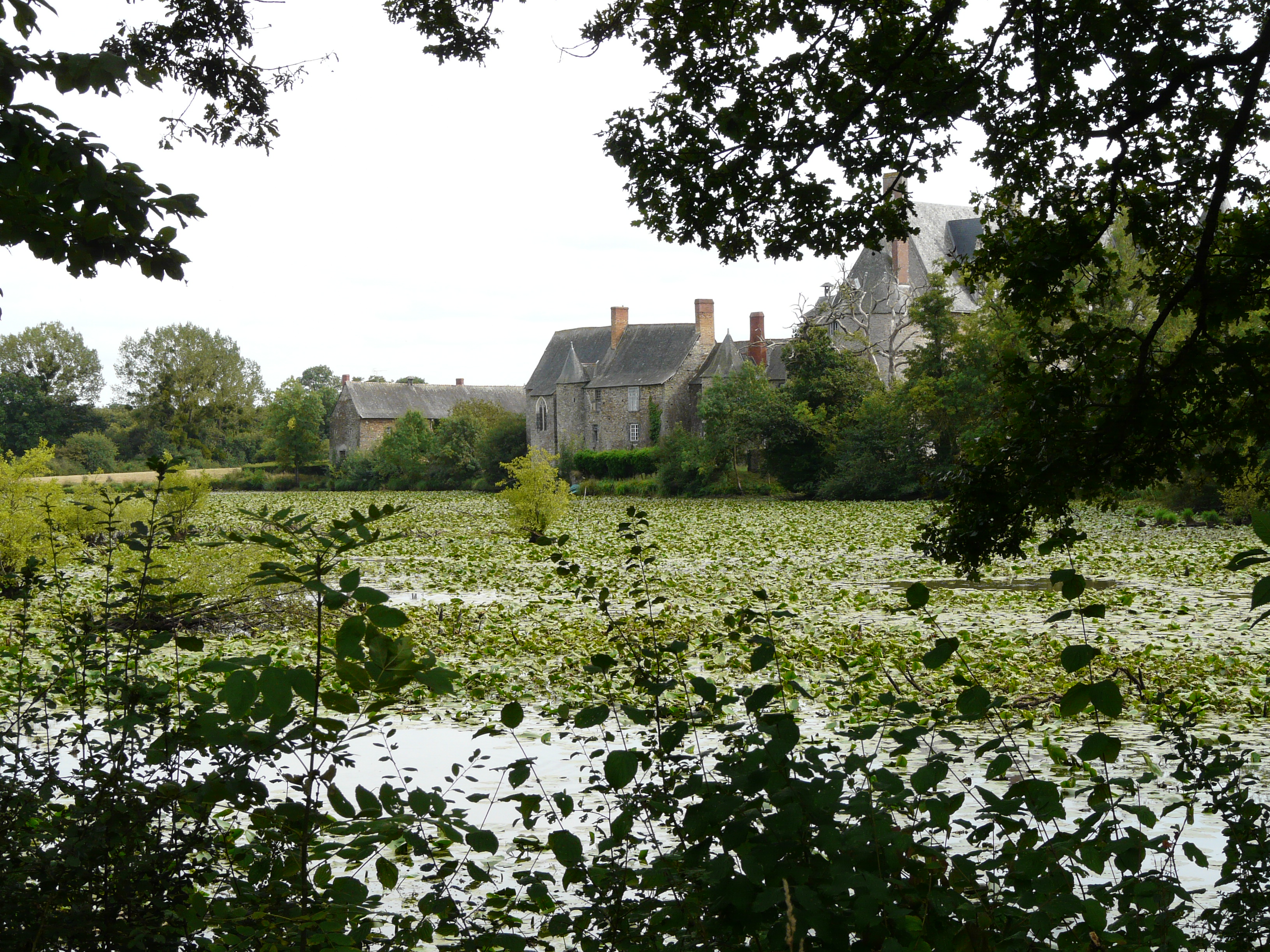
La Chapelle de La Motte-Glain.
- Traversée de la Chapelle, via la D163.

#### Patrimoine religieux
L'église Saint-Pierre-et-Saint-Paul recèle des sculptures,, du mobilier,,,,,, un tableau, des verrières
et des objets,,,,,,,,,,,, inscrits à l'inventaire général du patrimoine culturel.

### Personnalités liées à la commune
- Pierre de Rohan-Gié (1451-1513), maréchal de France.
- Aymar de Lézardière (1917-1995), peintre, dessinateur, graveur, aquarelliste et illustrateur.
- Didier Barbelivien (1954) a passé son enfance à La Chapelle-Glain.

### Héraldique
| Blason | Blasonnement : Écartelé d'azur et de gueules : au premier, à un épi de blé ; au deuxième, à un moulin à vent ; au troisième, à une roue dentée ; au quatrième, au chevron engrelé, tous d'or ; sur le tout de sinople à la foi d'argent. Commentaires : Dans cette commune frontalière, la foi symbolise les bonnes relations entre la Bretagne et l'Anjou. |